# Máy quét ảnh

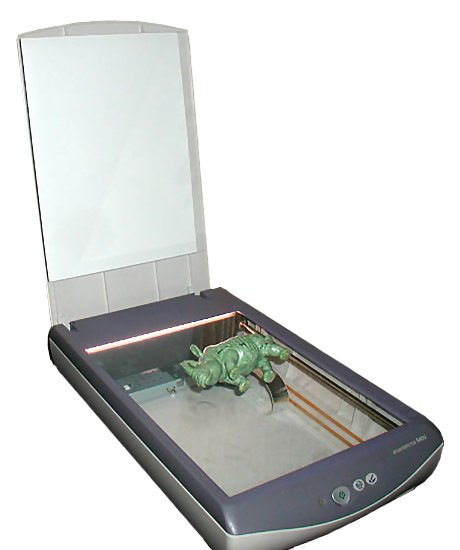
Máy quét để bàn, có nắp nâng lên. Một vật đã được đặt trên kính để chờ quét.

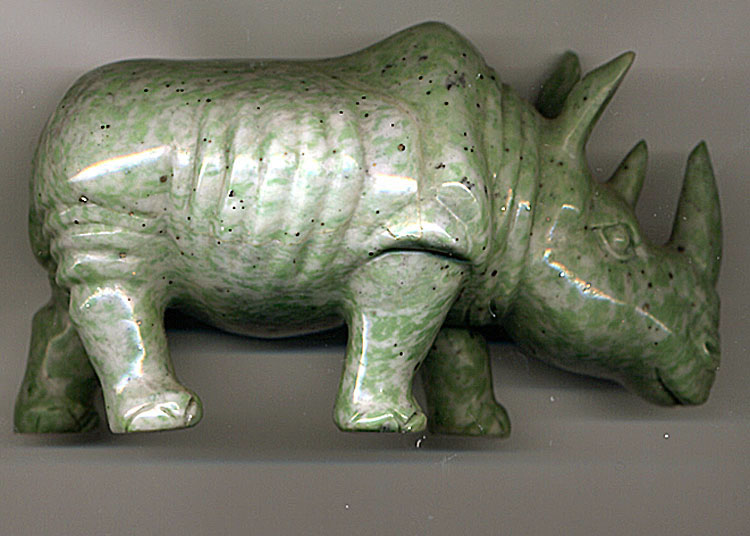
Ảnh quét con tê giác bằng ngọc ở trên

Máy quét ảnh (tiếng Anh: image scanner), hay thường được gọi tắt là máy quét, là một thiết bị quét quang học hình ảnh, văn bản trên giấy, chữ viết tay hay vật thể chuyển đổi thành ảnh kỹ thuật số.

## Kết nối
Máy quét thường đi kèm một thiết bị đầu ra là máy tính.

## Ứng dụng
Ngoài việc sử dụng trong quá trình số hóa các tài liệu thành ảnh kỹ thuật số, nếu hình ảnh là văn bản in thì khi kết hợp máy quét với một phần mềm nhận dạng ký tự tương thích người ta có thể biến các văn bản in thành các văn bản lưu trữ trên máy tính.